# سیدنی مورین
سیدنی مورین (انگلیسی: Sidney Morin؛ زادهٔ ۶ ژوئن ۱۹۹۵) بازیکن هاکی روی یخ اهل ایالات متحده آمریکا است.